# Жуйка
Жу́йка (ремиґа́ння) — фізіологічний процес відригування та повторного пережовування проковтнутої їжі, властивий жуйним тваринам. Жуйка сприяє кращому подрібненню й розм'якшенню грубих рослинних кормів, якими живляться жуйні.
Після проковтання корму він надходить до рубця. Частина його потім проходить через сітку і книжку до сичуга, але значний обсяг корму відригується в ротову порожнину, де він зазнає повторного пережовування. Про тварин під час цього процесу кажуть, що вони «жують жуйку» (ремиґають).